# Feud: Capote vs. The Swans
Feud: Capote vs. The Swans är en amerikansk historisk och biografisk dramaserie som hade premiär den 31 januari 2024. Säsongen består av åtta avsnitt, och är baserad på Laurence Leamers roman Capote's Women: A True Story of Love, Betrayal, and a Swan Song for an Era.

## Handling
Serien kretsar kring författaren Truman Capote som förstör sin vänskap med New Yorks överklass genom att skildra deras skandalösa och hedonistiska privatliv i sin roman Answered Prayers, vilket får dem att hämnas.

## Rollista (i urval)
- Naomi Watts – Babe Paley
- Diane Lane – Slim Keith
- Chloë Sevigny – C. Z. Guest
- Calista Flockhart – Lee Radziwill
- Demi Moore – Ann Woodward
- Molly Ringwald – Joanne Carson
- Tom Hollander – Truman Capote
- Treat Williams – Bill Paley
- Joe Mantello – Jack Dunphy
- Russell Tovey – John O'Shea
- Chris Chalk – James Baldwin
- Jessica Lange – Katherine Graham
- Pawel Szajda – Albert Maysles
- Yuval David – David Maysles
- Peter Scanavino